# Zimmermannia
Zimmermannia é um género botânico pertencente à família Phyllanthaceae.